# Ernesto Ferrero
Ernesto Enrico Orazio Carlo Ferrero (Torino, 6 maggio 1938 – Torino, 31 ottobre 2023) è stato un critico letterario, curatore editoriale, scrittore e traduttore italiano.

## Biografia
Dagli anni sessanta agli anni ottanta ha lavorato presso Einaudi, iniziando nel 1963 come responsabile ufficio stampa, diventando poi direttore letterario e infine, dal 1984 al 1989, direttore editoriale; è stato poi segretario generale della Bollati Boringhieri, direttore editoriale in Garzanti e direttore letterario presso Arnoldo Mondadori Editore. Dal 1998 al 2016 è stato direttore del Salone internazionale del libro di Torino.
Si è occupato di linguistica, di critica letteraria e di storia. Nel 1971 ha sottoscritto la lettera aperta a L'Espresso contro il commissario Luigi Calabresi. Nel 1972 ha pubblicato I gerghi della mala dal '400 a oggi (Oscar Mondadori, Premio Viareggio Opera prima), poi ampliato nel Dizionario storico dei gerghi italiani (Arnoldo Mondadori Editore, 1991).
Come critico, si è occupato di Gadda (Mursia, 1972), Calvino (Mondadori, 1995) e Primo Levi (Einaudi, 1997 e 2007). Ha inoltre curato per Einaudi il Dialogo tra Primo Levi e Tullio Regge (1984). Ha scritto anche una biografia di Gilles de Rais, il famoso Barbablù del Medioevo francese (Mondadori 1975; nuova ed. riveduta e accresciuta, Piemme, 1998, ora nei Tascabili Einaudi).
Come narratore, ha esordito nel 1980 con il romanzo Cervo Bianco (Mondadori), basato sulla storia vera di Edgar Laplante che, impersonando un falso capo indiano, incantò gli italiani nel 1924; poi riedito in una nuova stesura e con un diverso titolo, L'anno dell'Indiano Einaudi 2001. Nel 2000 ha vinto il Premio Strega con il romanzo N., che ricostruisce i trecento giorni dell'esilio elbano di Napoleone attraverso gli occhi del suo bibliotecario. N. è stato tradotto in Francia, Grecia, Paesi Bassi, Portogallo, Spagna, Polonia, Lettonia, ed ha ispirato il film N (Io e Napoleone) (2006) di Paolo Virzì.
Nel 2019 ha pubblicato per Einaudi Francesco e il Sultano, sulla figura del "poverello" di Assisi nel suo viaggio a Damietta per convertire il Sultano d'Egitto, con cui ha vinto per la Narrativa il Premio per la Cultura Mediterranea - Fondazione Carical a Cosenza nel 2020.
In seguito ha scritto un breve saggio sul metodo di Napoleone organizzatore e manager (Lezioni napoleoniche, Mondadori 2002, Premio Isola d'Elba, Premio Nazionale Rhegium Julii; e il monologo teatrale Elisa, incentrato sulla sorella dell'Imperatore, principessa di Lucca e granduchessa di Toscana (Sellerio Editore, 2002).
Nel libro di memorie I migliori anni della nostra vita (Feltrinelli, 2005), ha rievocato la vita quotidiana della casa editrice Einaudi dal 1963 al 1975, anno della morte di Pier Paolo Pasolini. Il libro ha conseguito il Premio Comisso sezione Biografia.
Il romanzo Disegnare il vento. L'ultimo viaggio di Capitan Salgari (Einaudi, 2011, Premio Selezione Campiello), è una ricostruzione basata su documenti storici, con alcuni inserti di fantasia, degli ultimi giorni di vita dello scrittore Emilio Salgari. Scrisse il racconto filosofico Storia di Quirina, di una talpa e di un orto di montagna, un apologo illustrato da Paola Mastrocola (Einaudi 2014) .
È stato traduttore di Céline (Viaggio al termine della notte, Casse-pipe), di Flaubert (Bouvard e Pécuchet) e di Perec (Il condottiero). Fu collaboratore dei quotidiani La Stampa, Il Sole 24 Ore e dei programmi culturali della RAI.

## Opere

### Saggistica
- I gerghi della mala dal '400 a oggi. Aggressività espressiva e ironia mordace in un dizionario che è anche la biografia della 'mala' , Collana Oscar Narrativa n.57, Milano, Mondadori, 1972.
- Carlo Emilio Gadda, Milano, Mursia, 1972.
- Gilles de Rais: delitti e castigo di «Barbablù», Milano, Mondadori, 1975; riedito col titolo Barbablù. Gilles de Rais e il tramonto del Medioevo, Piemme, 1998, ISBN 978-88-384-3060-2; Torino, Einaudi, 2004.
- Dizionario storico dei gerghi italiani. Dal Quattrocento a oggi, Collana Dizionari, Milano, Mondadori, 1991, 1995, ISBN 978-88-043-9701-4.
- Album Calvino, con Luca Baranelli, Milano, Mondadori, 1995.
- Primo Levi: un'antologia della critica, Torino, Einaudi, 1997.
- Lezioni napoleoniche. Sulla natura degli uomini, le tecniche del buon governo e l'arte di gestire le sconfitte, Milano, Mondadori, 2002 (Premio Elba-Brignetti); Nuova edizione ampliata, 2014.
- I migliori anni della nostra vita, Collana Varia, Milano, Feltrinelli, 2005, ISBN 978-88-074-9038-5.
- Rhêmes o della felicità, Liaison, 2008, ISBN 978-88-955-8606-9.
- La luna del Manzoni e altre storie di grano saraceno, con tavole illustrate di Enrico Della Torre, Nodolibri, 2010, ISBN 978-88-718-5171-6.
- Napoleone e i libri, Milano, Henry Beyle, 2015, ISBN 978-88-992-3421-8.
- Amarcord bianconero, Collana L'Arcipelago, Torino, Einaudi, 2019, ISBN 978-88-062-3935-0.
- Napoleone in venti parole, Collana ET Saggi, Torino, Einaudi, 2021, ISBN 978-88-062-4754-6.
- Album di famiglia. Maestri del Novecento ritratti dal vivo, Collana Frontiere, Torino, Einaudi, 2022, ISBN 978-88-062-5798-9.
- Italo, Collana Frontiere, Torino, Einaudi, 2023, ISBN 978-88-062-6155-9.

### Narrativa
- L'ottavo nano, Torino, Einaudi 1972; Casale Monferrato, Piemme Junior, 2004. [romanzo per bambini]
- Cervo Bianco, Milano, Mondadori, 1980. [romanzo]
- N., Collana Supercoralli, Torino, Einaudi, 2000, ISBN 978-88-061-5548-3. [romanzo, Premio Società dei Lettori, Lucca-Roma; Premio Strega, Premio Alassio]
- L'anno dell'Indiano, Collana Supercoralli, Torino, Einaudi, 2001, ISBN 978-88-061-5957-3; Nota finale dell'autore, Collana Supercoralli, Einaudi, 2023, ISBN 978-88-062-6098-9. [nuova stesura del romanzo Cervo Bianco]
- Elisa, Collana La memoria, Palermo, Sellerio, 2002, ISBN 978-88-389-1835-3. [monologo teatrale]
- La misteriosa storia del papiro di Artemidoro, Collana ET. Scrittori, Torino, Einaudi 2006, ISBN 978-88-061-8368-4.
- Il giovane Napoleone, Roma, Gallucci, 2006.
- Disegnare il vento. L'ultimo viaggio del capitano Salgari, Collana Supercoralli, Torino, Einaudi, 2011, ISBN 978-88-062-0728-1.
- Storia di Quirina, di una talpa e di un orto di montagna, illustrato da Paola Mastrocola, Collana L'Arcipelago, Torino, Einaudi 2014, ISBN 978-88-062-2056-3.
- Francesco e il sultano, Collana Supercoralli, Torino, Einaudi, 2019, ISBN 978-88-062-4287-9.
- Il Piccolo Principe di Antoine de Saint-Exupéry, con i disegni originali, Collana Stelle polari, Roma, Gallucci, 2021, ISBN 978-88-362-4135-4.

### Traduzioni
- Louis-Ferdinand Céline, Casse-pipe, a cura di E. Ferrero, Torino, Einaudi, 1979.
- Louis Ferdinand Céline, Scandalo negli abissi (Scandale aux abysses), a cura di E. Ferrero, Genova, Il melangolo, 1984.
- Louis-Ferdinand Céline, Viaggio al termine della notte. Romanzo (Voyage au bout de la nuit. Roman), curatela e note di E. Ferrero, Milano, Corbaccio, 1992.